# Historicisme (économie)
Pour les articles homonymes, voir Historicisme (homonymie).
L'historicisme est un courant de pensée économique qui a émergé en Europe dans la deuxième moitié du XIXe siècle, d'abord en Allemagne (l'École historique allemande) puis, de manière plus diffuse, en Grande-Bretagne et en France.
L'élément fédérateur de ce courant est un rejet successif de la méthode et des thèses de l'économie classique britannique (Ricardo,Senior, Sidgwick, Stuart Mill, Cairnes) et du marginalisme (Walras, Menger, Jevons).

## L'École historique allemande
L'Allemagne est le pays où la pensée historiciste s'est le plus développée et a eu le plus d'influence, allant même jusqu'à rendre ce pays plus ou moins imperméable aux influences exercées par le courant marginaliste en Europe à la fin du XIXe siècle et au début du XXe siècle.
L'École historique allemande s'est formée dans les années 1840 avec les écrits de Bruno Hildebrand (1812-1878), Karl Knies (1821-1898) et surtout de Wilhelm Roscher (1817-1894). Très influencés par la philosophie hégelienne, ces auteurs se sont réunis autour d'un rejet de l'idée de la possibilité d'un système théorique universel, arguant qu'il n'existe pas dans le monde social de « lois » absolues régissant les comportements. Au contraire, les phénomènes économiques et sociaux doivent être conçus comme étant contingents au contexte historique, culturel et institutionnel considéré. Cette conception « ontologique » a conduit les premiers historicistes à une méthodologie pluridisciplinaire, se fondant sur le raisonnement inductif et s'appuyant très largement sur la collection de données et de monographies.
Les années 1860 voient l'émergence de la « jeune école historique », emmenée notamment par Gustav von Schmoller (1838-1917) et Georg Knapp (1842-1926). Tout en s'inspirant de la première génération, cette nouvelle école amène une série de changements méthodologiques.
- D'une part, si le raisonnement inductif est conservé, ces auteurs manifestent une volonté de théorisation et de généralisation absente des écrits de la première génération.
- D'autre part, et surtout, Schmoller affirme fortement sa conviction que l'économie politique doit être normative et servir directement à l'action économique et politique. Dans les années 1880, Schmoller et ses disciples règnent en maîtres sur l'enseignement universitaire de l'économie en Allemagne.

C'est à ce moment qu'émerge le Methodenstreit, la querelle des méthodes, opposant Schmoller à l'économiste autrichien Carl Menger. Si Menger sort vainqueur de ce conflit (par ailleurs très peu productif et considéré unanimement comme un dialogue de sourds), Schmoller parvient néanmoins à maintenir hors d'Allemagne les influences de l'économie néoclassique tout en exportant les préceptes méthodologiques de l'historicisme aux États-Unis via certains de ses étudiants (par exemple Richard T. Ely), ce qui donnera naissance quelques années plus tard à l'institutionnalisme américain.
La troisième génération de l'école historique émerge tout à la fin du XIXe siècle avec notamment des auteurs tels que Werner Sombart (1863-1941), Arthur Spiethoff (1873-1957) et surtout Max Weber (1864-1920). Cette génération est, bien plus que la précédente, influencé par le marxisme mais conserve, notamment avec Sombart, une forte dimension normative.

## Les Écoles historiques anglaise et française
L'école historique anglaise s'est développée parallèlement et indépendamment de sa consœur germanique. Bien que s'appuyant sur une importante tradition empiriste et inductiviste héritée de Bacon et de Hume, elle n'aura pas la même aura que cette dernière. Il faut néanmoins remarquer que durant la période de transition séparant la domination de l'économie classique ricardienne et l'émergence du marginalisme dans les années 1870, l'école historique anglaise constituera pour un temps l'orthodoxie de l'économie politique britannique. Ainsi, W.S. Jevons aura toutes les peines du monde à s'imposer dans le milieu académique.
Le précurseur de l'historicisme anglais est William Whewell (1794-1866). Les principales contributions à ce courant viendront de Thorold Rogers (1823-1890), Thomas Cliff Leslie (1825-1882), Walter Bagehot (1826-1877), John Atkinson Hobson (1858-1940) et William Ashley (1860-1927). On peut également y ajouter l'historien controversé en raison de sa méthodologie, Arnold Toynbee (1852-1883).
Très influencée par les auteurs allemands, la version française de l'historicisme n'aura qu'une portée limitée et une unité contestable. Le principal élément fédérateur sera un rejet de l'école de Lausanne de Léon Walras. Ses principaux auteurs seront Charles Gide (1847-1932) et François Simiand (1873-1935).

## L'historicisme dans la pensée économique
L'historicisme occupe une place à part dans la pensée économique en raison de ses fondements épistémologiques et méthodologiques à contre-courant. Tandis que la théorie économique dominante (c'est-à-dire la théorie néoclassique) a fait de l'économie une science déductive et a priori, anhistorique par essence, le courant historiciste veut inscrire celle-ci dans le temps historique. Il en découle une méthodologie fondée sur l'observation et la collection de données et de faits.
Pourtant, hormis peut-être pour le cas de la première génération de l'école historique allemande, on ne peut pas réduire la pensée historiciste à un empirisme naïf. En fait, cette dernière se distingue de la théorie dominante par les objectifs même qu'elle s'assigne. Les traditions marginalistes et néoclassiques ont voulu faire de l'économie une science du général, ayant pour objectif de découvrir des lois universelles s'appliquant aux comportements dit « économiques ». À l'inverse, l'historicisme conçoit l'économie comme une science du particulier : il s'agit de théoriser la spécificité de chaque cas en l'inscrivant dans un temps historique réel. Il importe de saisir la spécificité historique du problème considéré. Dans cette optique, et c'est notamment la position défendue avec acharnement par Schmoller, les historicistes considèrent qu'il n'existe pas, dans les sciences sociales, de « lois » comme il peut y en avoir dans les sciences de la nature.
La postérité de l'historicisme est pour le moins ambiguë. Ce courant a été très largement critiqué par la théorie dominante pour son caractère « antithéorique » et ainsi pour certaines de ses positions normatives considérées comme nationalistes. Pourtant, des économistes comme Alfred Marshall se sont dits fortement influencés par l'historicisme. Aux États-Unis, le courant institutionnaliste reprendra et développera certaines des thèses historicistes. Enfin, aujourd'hui en France, la filiation historiciste de l'école de la régulation ne fait aucun doute et est largement reconnue.